# Knjižnopogovorni jezik
Knjižnopogovorni (ali splošnopogovorni) jezik je funkcijski jezikovni slog, ki se uporablja predvsem v govoru. V primerjavi z zbornim jezikom je manj zahtevna oblika standardnega jezika. Splošnopogovorni slog je prav tako enoten za vse Slovence, hkrati pa je precej sproščen. Uporablja se zlasti v neformalnem sporočanju, na primer v pogovoru ali v govornih nastopih pred manjšim poslušalstvom.

## Uporaba in razširjenost
Uporabniki knjižnopogovornega jezika so praviloma isti kot uporabniki zbornega jezika, vendar v drugačnem govornem položaju. Knjižnopogovorno občevanje je v glavnem neuradno, pogosto pa zasebno. Navadno se samo govori, in to spontano in prosto, brez vnaprej pripravljene pisne predloge. Lahko se tudi zapisuje, na primer v dvogovorih ali samogovorih kake osebe iz umetnostnega besedila. V avtorskem besedilu umetnostnega besedila se knjižnopogovorni jezik uporablja izjemoma, vendar v zadnjem času nekaj več.

## Slovnične značilnosti
Glavne razlike med knjižnopogovornim in zbornim jezikom so v glasovju, oblikoslovne razlike pa so pretežno posledica glasovnih. Med glasovnimi značilnostmi so na primer: izguba nenaglaših i in nekaterih nenaglašenih e (delat namesto delati, Ljubljanca namesto Ljubljanica; lepga namesto lepega, vidla namesto videla),  množinska oblika deležnika na -l: (smo délal, prosíl), izgovor l namesto lj, kadar je pred samoglasnikom in hkrati za soglasnikom (kluč, grable namesto ključ, grablje). Za knjižnopogovorni jezik je značilen na primer t. i. kratki nedoločnik, izgovor tipa pék[u], víd[u], nôs[u] (namesto pék[əṷ], víd[eṷ], nôs[iṷ]), skladnja je preprostejša, izbira besed širša. Naglas se loči od zbornega jezika predvsem v nedoločniku in velelnik.
Vsebuje marsikatero pogovorno besedo, ki se sicer v zborni jezik ne uvrsti (na primer ja proti da, brigati se).